# Caesalpinia
Caesalpinia is een geslacht van planten die behoren tot de vlinderbloemenfamilie (Leguminosae of Fabaceae). De omvang van het geslacht is onderwerp van debat. Tot de soorten horen Caesalpinia coriaria (dividivi), Caesalpinia echinata en Caesalpinia pulcherrima (pauwenbloem).